# NGC 4684
NGC 4684 é uma galáxia espiral barrada (SB0-a) localizada na direcção da constelação de Virgo. Possui uma declinação de -02° 43' 37" e uma ascensão recta de 12 horas, 47 minutos e 17,6 segundos.
A galáxia NGC 4684 foi descoberta em 17 de Abril de 1784 por William Herschel.